# Подмонастырь
Подмонастырь (укр. Підмонастир) — село в Бобрской городской общине Львовского района Львовской области Украины.
Население по переписи 2001 года составляло 387 человек. Занимает площадь 2,690 км². Почтовый индекс — 81228.